# Southend Pier

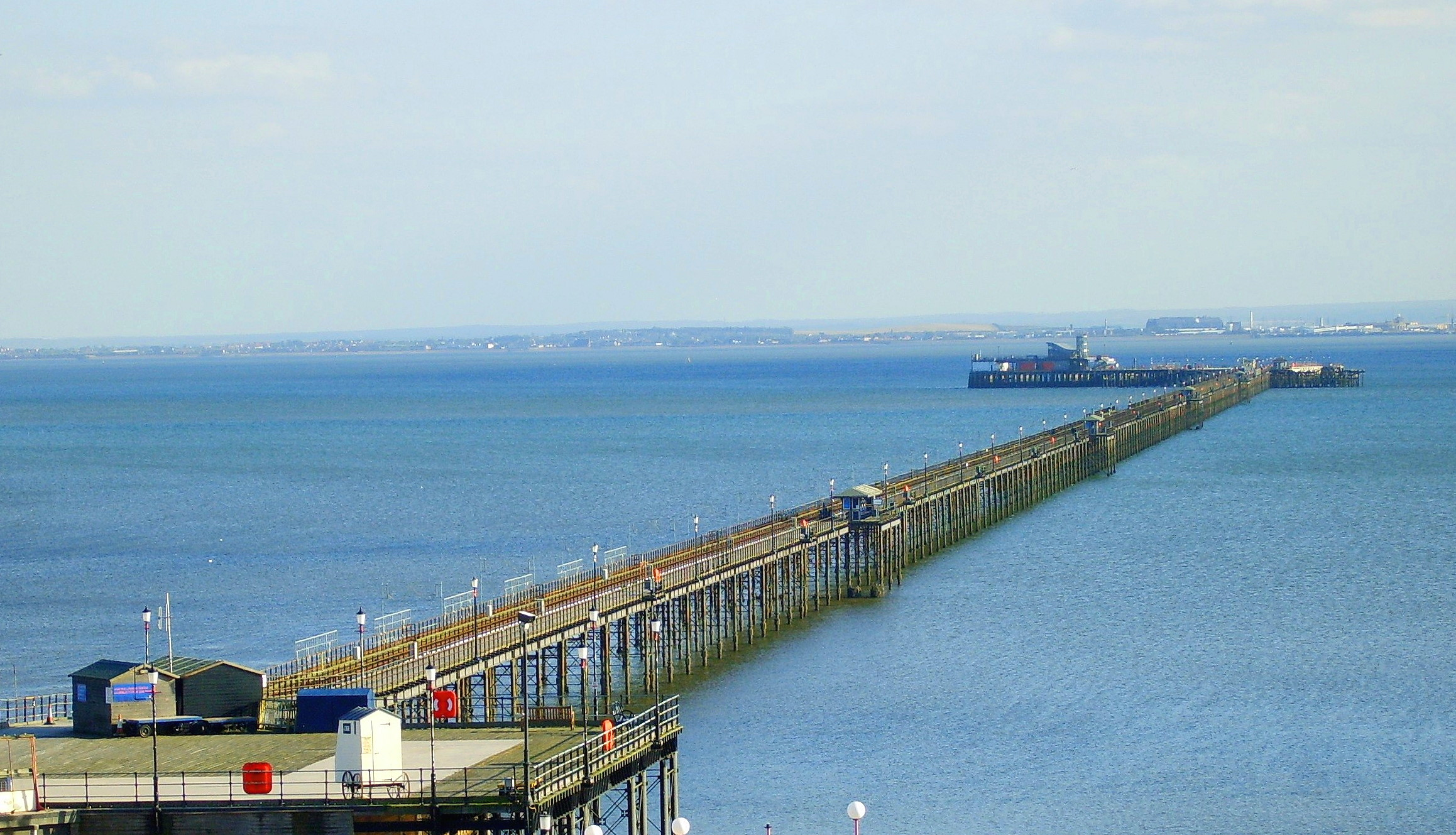
Der Southend Pier, 2007

Der Southend Pier ist eine bekannte Sehenswürdigkeit im britischen Seebad Southend-on-Sea. Er erstreckt sich 2,16 Kilometer in die Themsemündung und ist damit der längste Pier der Welt.

## Geschichte
Im frühen 19. Jahrhundert entwickelte sich Southend zu einem Urlaubsziel an der Küste. Während dieser Zeit wurde es als gesund betrachtet, Zeit am Meer zu verbringen. Aus diesem Grund kamen viele aus dem nahen London nach Southend. Jedoch besteht die Küste dort zum großen Teil aus Wattenmeer, weswegen das Meer, selbst bei Hochwasser, dort nie sehr tief ist (zwischen 4 und 6 m). Bei Ebbe ist das Meer 1,6 km vom Strand entfernt. Aus diesem Grund war es für Schiffe nicht möglich, in Southend nahe dem Strand, geschweige denn bei Ebbe, anzulegen. Viele potenzielle Besucher entschieden sich deswegen für Orte mit besseren Anlegemöglichkeiten.
Um diesem Trend entgegenzuwirken, forderten örtliche Persönlichkeiten den Bau eines Pier, der es Schiffen, unabhängig von den Gezeiten ermöglicht, anzulegen. Die Kampagne wurde vom ehemaligen Bürgermeister der City of London Sir William Heygate, einem Bewohner Southends, angeführt.

### Hölzerner Pier
Am 14. Mai 1829 bekamen die Pläne zum Bau eines Piers die königliche Zustimmung. Am 25. Juli legte der Bürgermeister Londons Sir William Thompson den Grundstein des ersten Abschnitts des Pier. Im Juni 1830 wurde der Pier aus Eichenholz eröffnet. Da er mit seinen 180 Metern jedoch zu kurz war, um bei Ebbe zum Anlegen genutzt zu werden, wurde er 1833 um das Dreifache verlängert. 1846 verkauften seine ursprünglichen Besitzer ihn wegen finanzieller Schwierigkeiten. 1848 war er mit 2100 Metern der längste Pier Europas.
In den 1850er Jahren erreichte die London, Tilbury and Southend Railway Southend und brachte einen Zustrom an Besuchern mit sich. 1873 wurde der Pier und das Southend Local Board, die damals zuständige lokale Regierung, verkauft.
1887 entschied der Vorstand, den hölzernen Pier durch einen eisernen zu ersetzen.

### Eiserner Pier

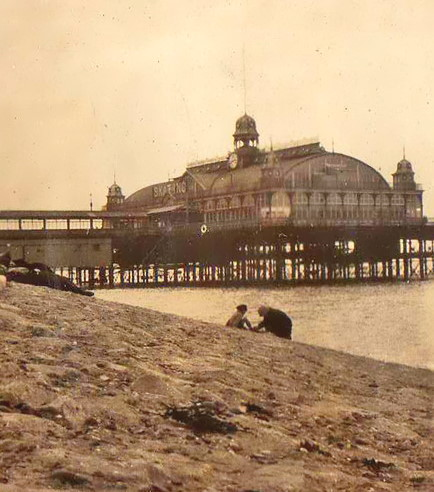
Der Pier Pavilion 1923. Nach der Zerstörung durch einen Brand 1959, wurde er 1962 durch eine Kegelbahn ersetzt, welche 1995 bei einem weiteren Brand zerstört wurde.

Entworfen wurde der Pier von James Brunlees, welcher 1860 den ersten eisernen Pier in Southport, Lancashire, gebaut hatte. Die Bauarbeiten begannen Anfang 1887, eröffnet wurde der neue Pier im Sommer. Vollständig fertiggestellt wurde der Pier jedoch erst 1889 mit Gesamtkosten von fast £70.000. Der Erfolg des Piers war so groß, dass ein weiterer Ausbau vorgeschlagen wurde. Dieser wurde im November 1897 fertiggestellt und im Januar 1898 offiziell eröffnet.
Das Ende des Piers wurde 1907 um eine obere Etage erweitert. 1927 wurde der Pier nochmals erweitert. Die Bauarbeiten wurden von Peter Lind & Company durchgeführt. Die Umbauarbeiten wurden durchgeführt, um den Pier auch für größere Dampfschiffe erreichbar zu machen. Die Erweiterung des Piers wurde am 8. Juli 1929 von Prince George, 1. Duke of Kent eröffnet und nach ihm benannt. Sie war 99 m lang und kostete £ 58,000. 1931 wurde zum Preis von £ 35,000 die elektrische Eisenbahn um ein zweites Gleis erweitert.
Am 27. Juni 1931 fiel der 38-jährige Ernest Turner aus einem der Züge und wurde von diesem überfahren.
Bei dem 100-jährigen Jubiläum des Piers am 23. Juli 1935 enthüllte Lord Richie of Dundee eine Bronzetafel am Ende des Piers.

### HMSLeigh
Während des Zweiten Weltkriegs wurde der Pier von der Royal Navy beansprucht und in HMS Leigh umbenannt, die Gegend um ihn herum in HMS Westcliff. Ab dem 9. September war der Pier nicht mehr öffentlich zugänglich.
Während des Kriegs wurden vom Pier aus 3.367 Konvois mit insgesamt 84.297 Schiffen eingesetzt. Außerdem wurde der Pier von der Marineführung der äußeren Themse genutzt.
Nennenswert ist auch der Untergang des Liberty-Frachters Richard Montgomery, welcher bei Ebbe noch heute von der Küste aus zu sehen ist.

### Nachkriegsgeschichte

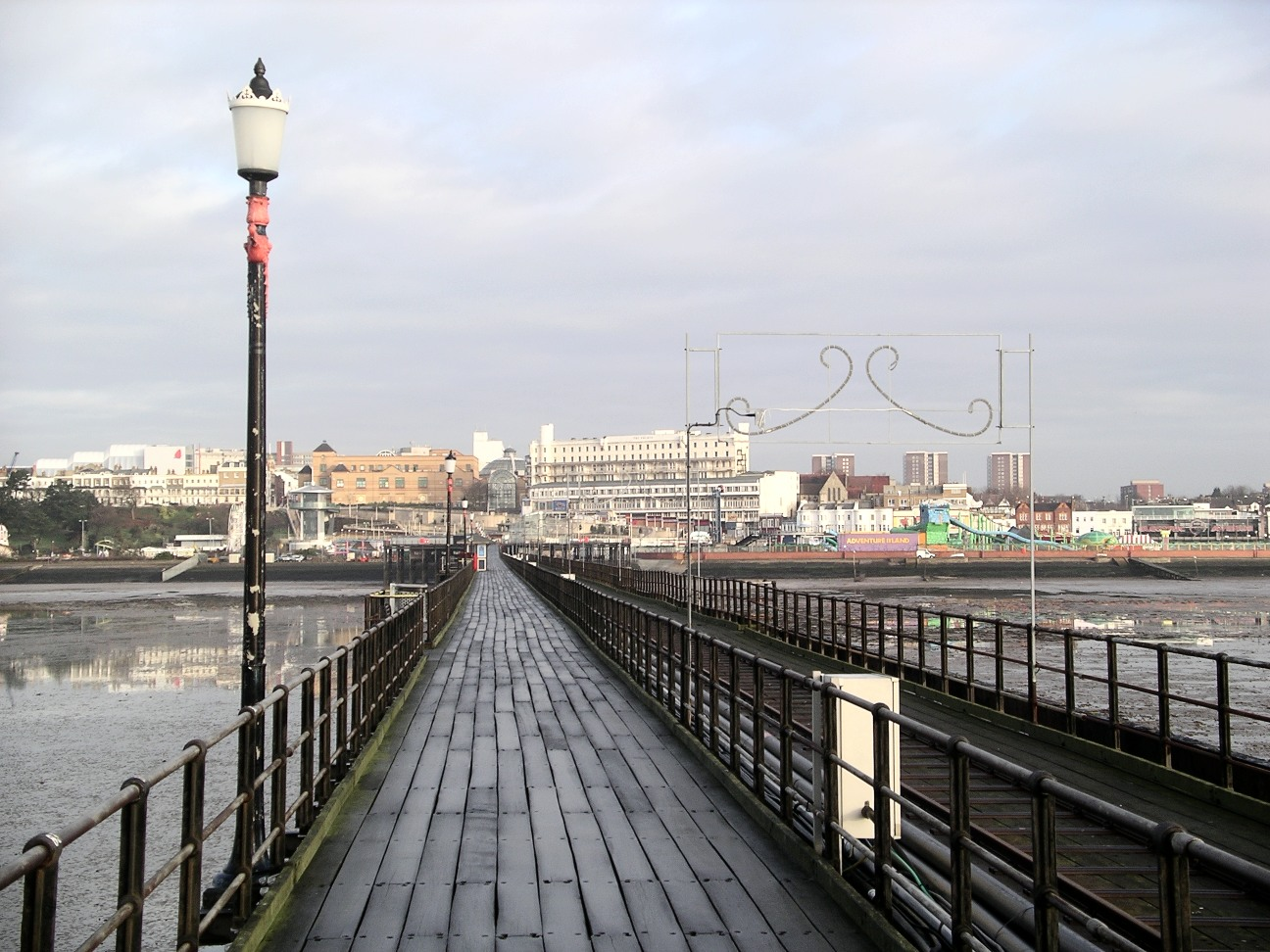
Southend, vom Pier aus gesehen, 2005

1945 wurde der Pier für die Öffentlichkeit wiedereröffnet. Die Besucherzahlen übertrafen die der Vorkriegszeit, mit einem Höchstwert von 5,75 Millionen in den Jahren 1949–50. In den 1950er-Jahren eröffneten weitere Attraktionen auf dem Pier, darunter das Dolphin Café, das Sun Deck Theatre, das Solarium Café und ein Spiegelpalast.
1959 zerstörte ein Feuer den Pavillon am Anfang des Piers. Über 500 Menschen saßen auf dem Pier fest und mussten mit einem Schiff gerettet werden.
Der Pavillon wurde 1962 durch eine Bowlingbahn ersetzt. Britische Urlauber setzten zu diesem Zeitpunkt jedoch schon immer mehr auf Pauschalreisen im Ausland. Mit der abnehmenden Nutzung des Piers verschlechterte sich auch sein Zustand. 1971 wurde der Pier, nachdem sich auf ihm ein Kind verletzt hat, untersucht. Im Laufe des folgenden Jahrzehnts mussten einige Reparaturen, unter anderem die weitgehende Erneuerung des Weges auf dem Pier, vorgenommen werden.

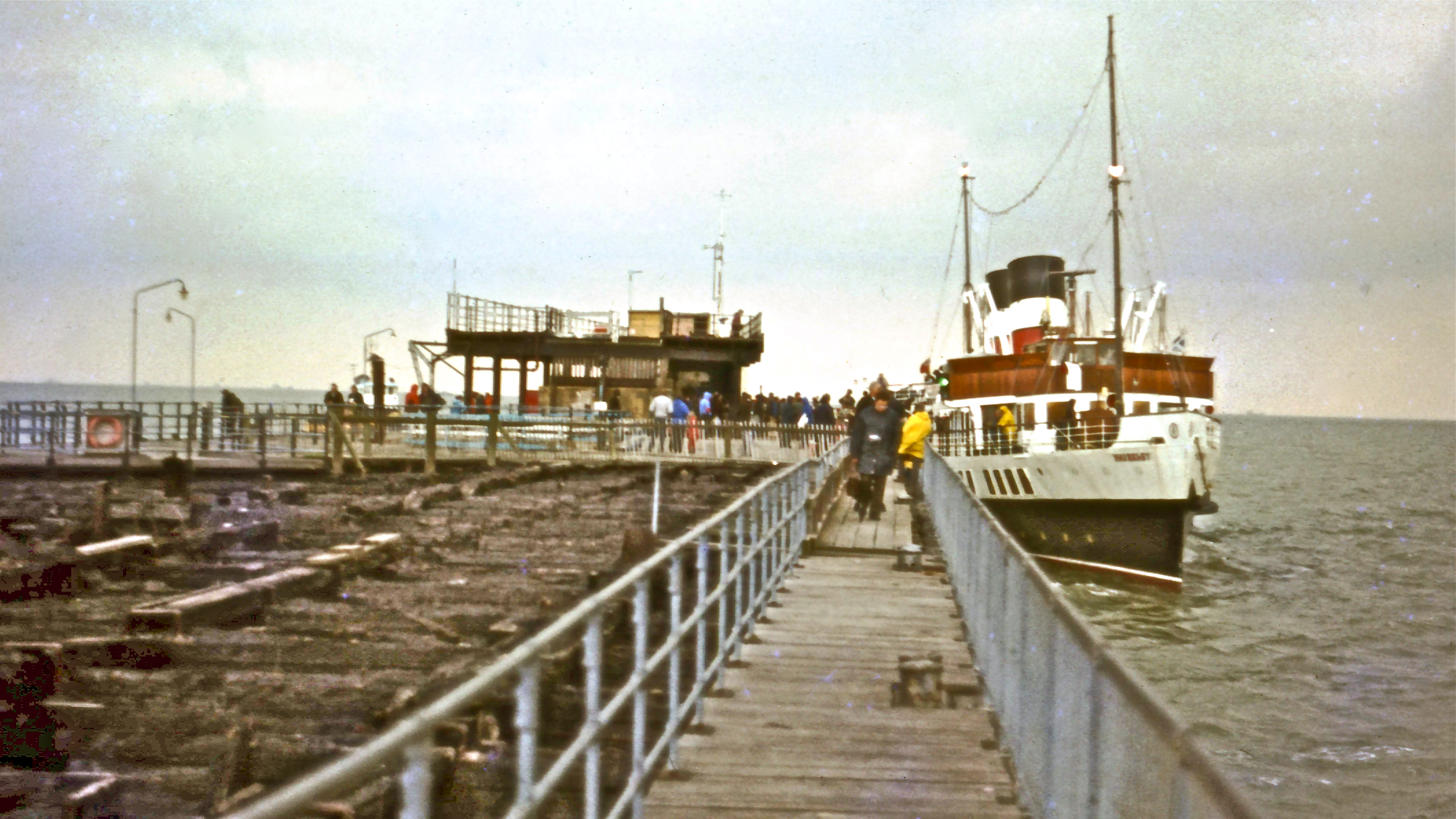
Verbrannter Abschnitt, 1983

Ein Brand zerstörte 1976 einen erheblichen Teil des Piers. Die Flammen wurden von Feuerwehrleuten auf dem Pier, von Booten und aus der Luft mit einem Erntesprühflugzeug bekämpft. 1977 wurde die Bowlingbahn bei einem weiteren Brand beschädigt. Im Jahr darauf wurde die Eisenbahn als unsicher erachtet und musste geschlossen werden.
1980 kündigte der Grafschaftsrat von Southend die Schließung des Piers an. Proteste führten jedoch dazu, dass der Pier noch weitere Jahre geöffnet blieb. 1983 stellte der Ausschuss für Historische Gebäude eine Erlaubnis zur Reparatur der Schäden aus. Die Reparaturarbeiten begannen 1984 und wurden nach 18 Monaten beendet, als Princess Anne die beiden neuen Züge, welche die 1982 verschrotteten vorherigen ersetzten, nach Sir John Betjeman und Sir William Heygate benannte. Die Kosten der Renovationsarbeiten, inklusive neuer Gebäude und der Züge, beliefen sich auf 1,3 Millionen £.

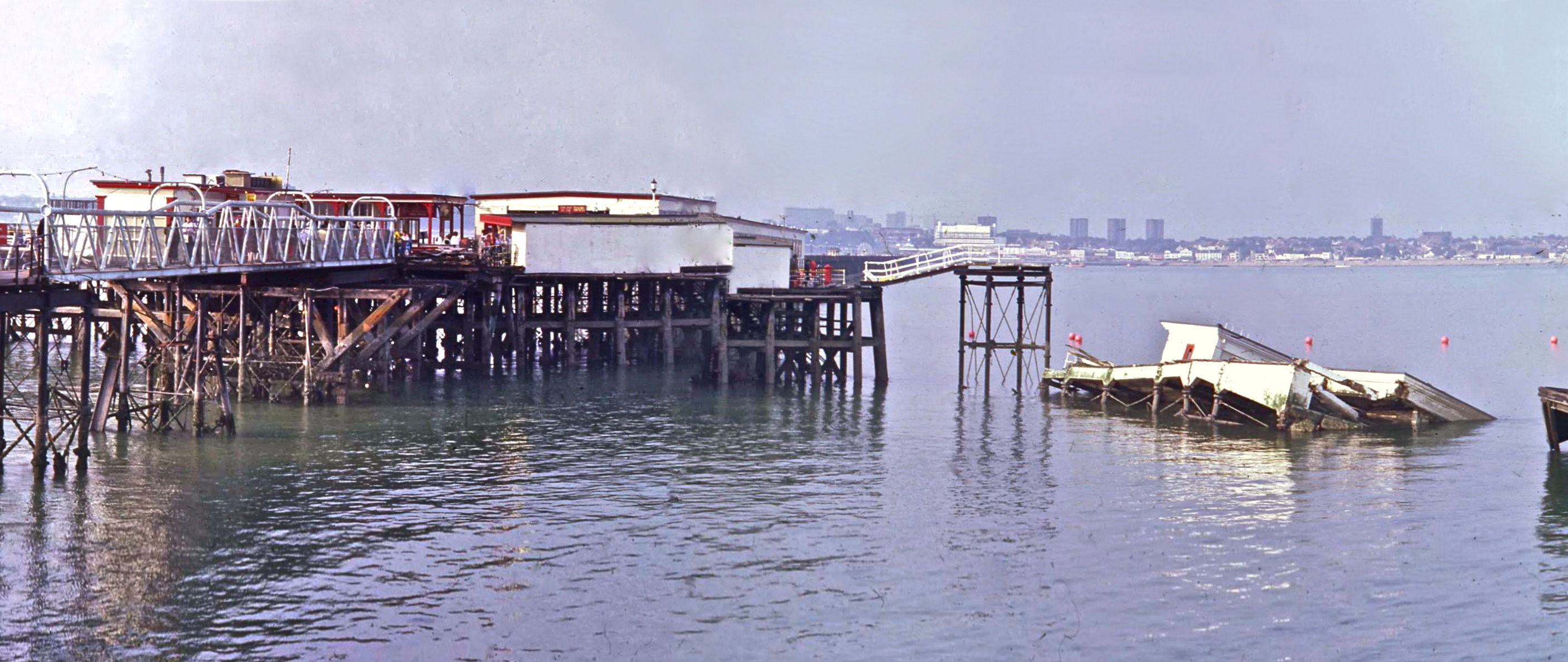
Temporäre Brücke, Bahnhaltepunkt und eingestürzter Abschnitt, 1987

Am 20. Juli 1986 krachte die Kingsabbey gegen das Pierende und zerstörte dabei das Bootshaus. Der Pier stürzte auf Grund der schweren strukturellen Schäden ein. Eine 21 Meter lange Lücke trennte das Pierende vom Rest des Piers. Auch wenn dieser Abschnitt vorübergehend überbrückt wurde, um den Zugang zum Pierende zu ermöglichen, waren die Reparaturarbeiten erst 1989 abgeschlossen.
Am 7. Juni 1995 brannte die Bowlingbahn nieder. Das Pier-Museum und die Bahnstation trugen keine schweren Schäden davon. Der Pier wurde nach 3 Wochen wieder geöffnet.
Im Sommer 1999 legte die Ross Revenge, das Schiff des ehemaligen Piratensenders Radio Caroline am Ende des Piers für etwa einen Monat an. Von dort aus wurde der Sender 28 Tage lang legal an Southend und an den Südosten von Essex übertragen. Während dieser Zeit wurde der Stromanschluss zum Ende des Piers versehentlich durch einen Arbeiter getrennt. Die Mitarbeiter von Radio Caroline schlossen daraufhin das Ende des Piers an den Reservegenerator des Schiffs an und ermöglichten so den Betrieb des Cafés, der Läden sowie der Spielhalle, bis die Stromversorgung vom Festland wiederhergestellt werden konnte.

### 21. Jahrhundert

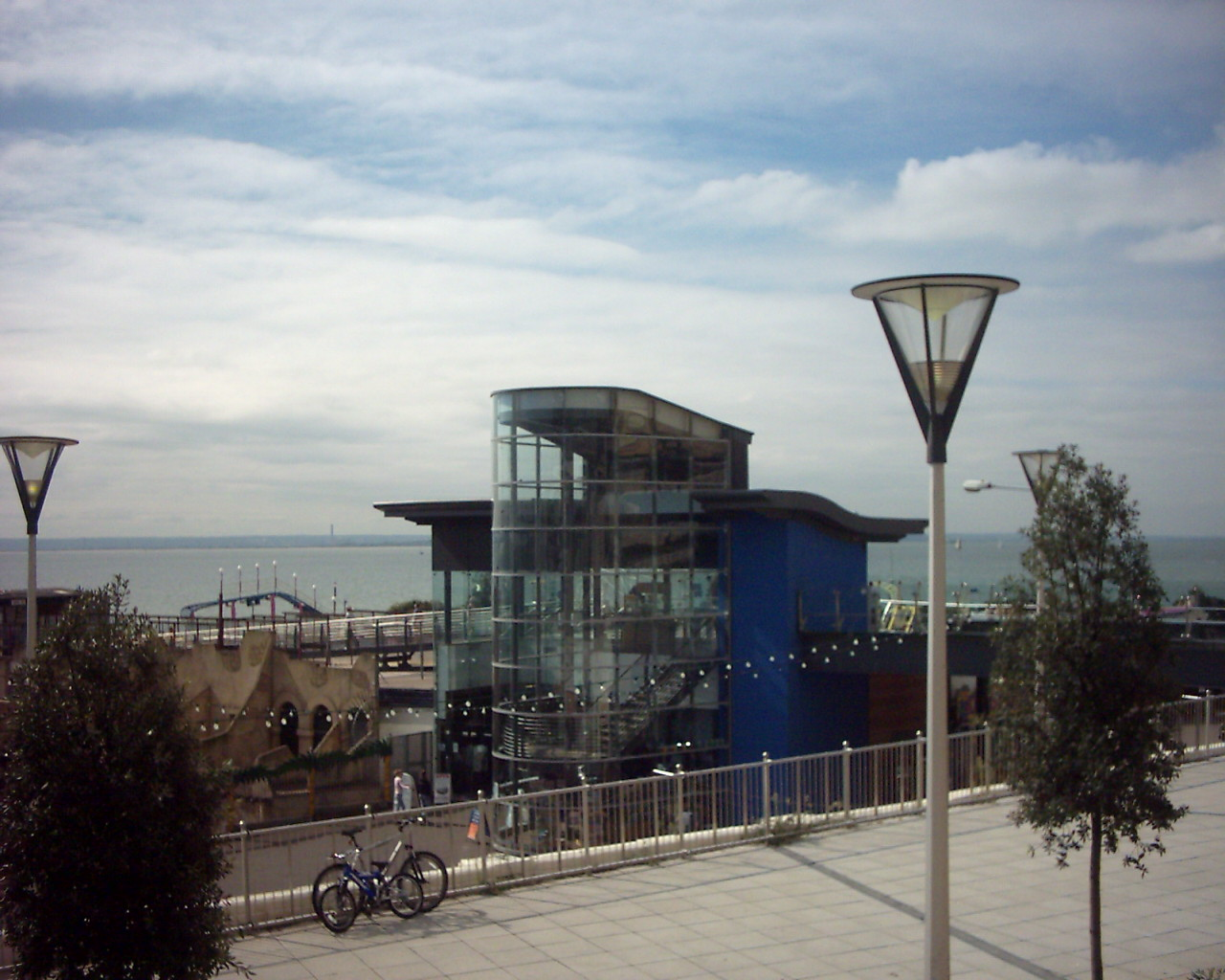
Das neue Gebäude am Anfang des Piers

In den letzten Jahren investierte der Grafschaftsrat vermehrt, um die Attraktivität bei Besuchern wiederherzustellen.
Im Jahr 2000 wurde das Ende des Pier weitgehend neu gestaltet. In Zusammenarbeit mit dem Royal National Lifeboat Institution wurde eine Rettungsbootstation eingerichtet. Am Ende des Piers befindet sich zudem das Southend Pier Museum und ein Souvenirshop mit Bezug zur Royal National Lifeboat Institution und Rettungsbooten. Im Museum gibt es Ausstellungen über die Geschichte des Piers, inklusive einem restaurierten Stellwerk, Tram und Eisenbahnwaggons, Fotos, historische Kostüme und einige alte Spielautomaten.
2003 wurde der Anfang des Piers, ähnlich wie zuvor das Ende, neu gestaltet. Da immer wieder Doppeldeckerbusse unter der Brücke feststeckten, wurde diese angehoben. Zudem wurde eine Touristeninformation gebaut. In Verbindung dazu wurde im folgenden Jahr der Cliff Lift errichtet und der Pier Hill neu gestaltet.

#### Brand 2005
Am 9. Oktober 2005 wurde das alte Ende des Piers und damit der Bahnhof sowie einige Geschäfte schwer beschädigt
Ein Großteil der Holzdielen wurde zerstört, das eiserne Grundgerüst blieb jedoch größtenteils unbeschädigt. Das Feuer war heiß genug, um die Gleise der Eisen zu verformen. Züge konnten nur bis 15 m vor Ende des Piers fahren.
Man geht davon aus, dass sich das Feuer gegen 22:45 Uhr von der Kneipe aus ausbreitete. Obwohl die Ursache aufgrund des Ausmaßes des Brandes nie zweifelsfrei festgestellt werden konnte, geht man von einem Unfall aus. Verletzte gab es keine. Da während des Brandes Ebbe war, waren am Pier installierte Wasserpumpen nutzlos. Das Rettungsboot von Southend wurde eingesetzt, um die ersten Feuerwehrleute zum Brand zu transportieren.
Der Pier wurde am 1. Dezember 2005 wieder eröffnet und im Jahr 2007 zum Pier des Jahres gewählt.
Da der Bahnhof am Ende des Piers bei dem Brand zerstört wurde, errichtete man einen Ersatz mit zwei Bahnsteigen, um Passagiere so nah wie möglich ans Ende des Piers zu transportieren.
Kurz nach dem Brand wurden verkohlte Holzdielen auf eBay zum Verkauf angeboten. Dabei erzielte Gewinne sollten anscheinend an die Royal National Lifeboat Institution gezahlt werden.

#### Kulturzentrum imPier Pavilion

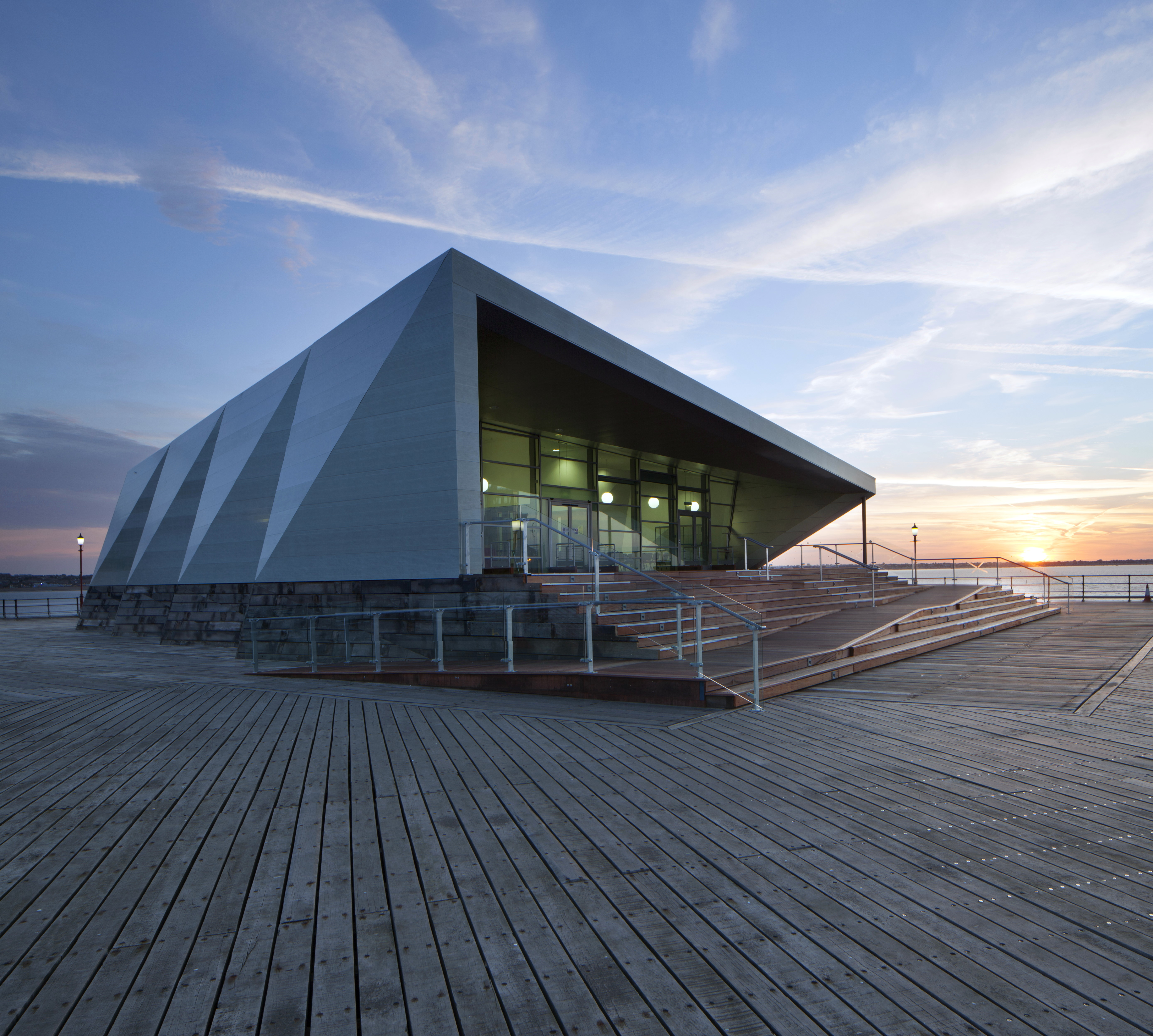
Southend Pier Royal Pavilion

Am 15. September 2009 verkündete der Grafschaftsrat einen Gewinner des Wettbewerbs für ein neues Pierende – das schwedische Architektenbüro White, in Zusammenarbeit mit den Statikern von Price & Myers. Das Gewinnerdesign wurde von Sprunt Architects und der Sweet Group umgesetzt. Gebaut wurde der Pier Pavillon, der auch als Kulturzentrum genutzt wird, von der Kier Group.
Die Einsendung, die gewann, war das Design Geformt von Wind und Wellen (eng. Sculpted by Wind and Wave). Es wurde aus 73 lokalen und internationalen Einsendungen ausgewählt. Der Veranstalter des Wettbewerbs war das Landscape Institute des Grafschaftsrats.

Das Kulturzentrum wurde am 21. Juli 2012 eröffnet.

## Bahn

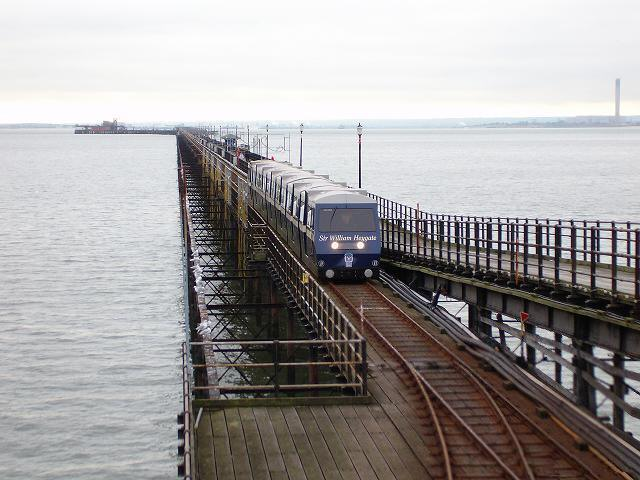
Neu lackierter Zug Sir William Heygate bei der Einfahrt in die Station an der Küste am 23. Oktober 2006

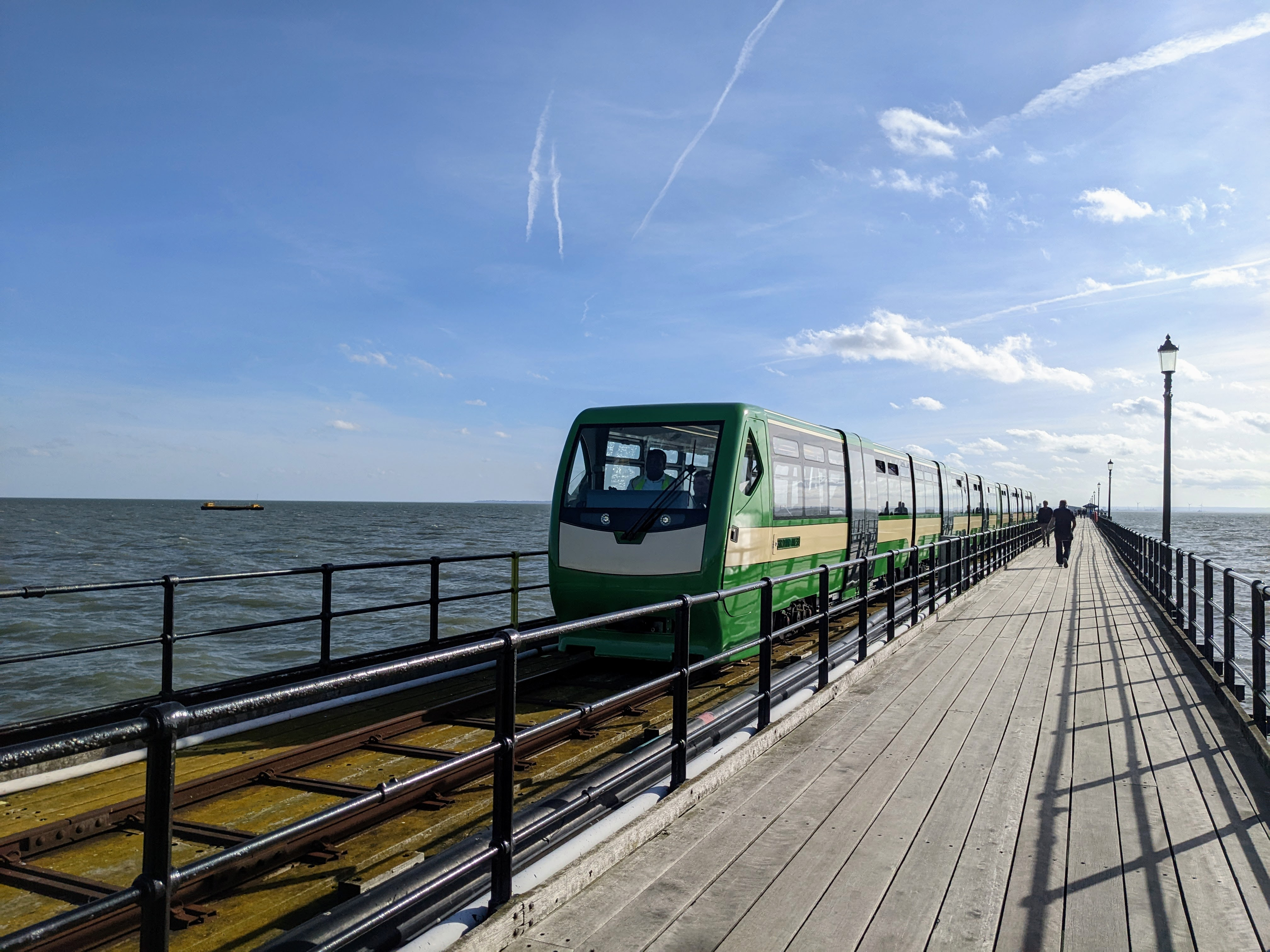
Ein Zug in der Mitte des Piers am 27. Oktober 2022

Die Eisenbahn verläuft entlang des gesamten Piers und verkehrt halb- oder viertelstündig an allen Tagen, an denen der Pier geöffnet ist.
Auf dem 1830 erbauten hölzernen Pier verkehrte eine Pferdestraßenbahn, um Besucher und Güter ans Ende des Piers zu transportieren. Mit dem Bau des neuen, eisernen Piers wurde eine elektrische Tram erbaut. 1891 verkehrte diese bereits entlang des gesamten Piers. Das System wurde mit der Zeit immer weiter ausgebaut, 1930 verkehrten insgesamt vier Züge mit je sieben Wagen auf einer zweigleisigen Strecke. 1949 wurden die alten Züge durch vier neue ersetzt.
1978 wurde die elektrische Eisenbahn aufgrund des Verfalls und der Kosten der Reparaturen geschlossen. Als sie am 2. Mai 1986 wiedereröffnet wurde, verkehrten nun zwei neue Dieselzüge auf einer jetzt nur noch eingleisigen Strecke. Der Bahnhof am Anfang des Piers wurde aufgrund des Feuers Ende des Jahres 2005 vorübergehend verlegt, bis im September 2009 ein neuer Bahnhof eröffnet wurde.

## Rettungsboot
Eines der zwei Rettungsboothäuser von Southend-on-Sea befindet sich am Ende des Piers. Dort sind ein Boot der Atlantic-75-Klasse sowie ein kleineres D-Klasse-Rettungsboot stationiert. Beide werden von einem Davit ins Wasser herabgelassen. In dem modernen Bootshaus befinden sich Unterkünfte für die Besatzung sowie Büros, ein Laden der Royal National Lifeboat Institution sowie eine Besuchergalerie, von der aus man sich die Rettungsboote anschauen kann. Auf dem Dach befindet sich eine für Besucher zugängliche Besucherterrasse. Die Besatzung der Rettungsboote nutzt einen elektrischen Buggy mit Sirene und blauer Blitzleuchte, um das Bootshaus von Land aus zu erreichen.
Seit 1879 ist ein Rettungsboot auf dem Pier stationiert. Ursprünglich wurden, wie heute, Davits genutzt, um sie ins Wasser zu lassen. 1935 wurde wiederum ein neues Bootshaus errichtet, welches über eine Slipanlage verfügte. Dieses wurde 1986 bei der Kollision der Kingsabbey zerstört. Bis zur Eröffnung des heutigen Bootshauses im Jahr 2002 wurde ein vorübergehendes genutzt. Das aktuelle Bootshaus wurde von Bondesign Associates und der Dean & Dyball Construction Limited entworfen und errichtet.

## Trivia
- Der Pier ist im Abspann der britischen Fernsehserie Der Aufpasser zu sehen.
- Der Pier wird im Buch Per Anhalter durch die Galaxis erwähnt. Nachdem Ford und Arthur von einem Schiff der Vogonen geworfen werden und von der Herz aus Gold aufgenommen werden, bemerkt Arthur, dass es aussieht, als stünden sie an der Promenade von Southend. In der Verfilmung des BBC aus dem Jahr 1981 sieht jedoch weder das Set noch die Aussicht aus wie Southend.
- In Staffel 18, Folge 1 „Loaded“ der Serie The Bill ist der Pier, sowie die Küste Southends zu sehen.

In den frühen 1970er-Jahren führte das Unternehmen Kelvin Hughes Marineradar-Schulungen in einem kleinen Raum am Ende des Piers durch. Die Schüler wurden in zahlreichen lokalen Bed and Breakfasts untergebracht.